# L'Obs
Нувель Обсерватер (фр. Le Nouvel Observateur) — французький часопис. Перший номер журналу з назвою Le Nouvel Observateur вийшов 19 жовтня 1964 року у Парижі. Головними редакторами є Мішель Лабро (фр. Michel Labro) та Ґійом Малорі (фр. Guillaume Malaurie). Власник — група Groupe Perdriel.

## Історія
Попередником Le Nouvel Observateur був журнал L'Observateur politique, économique et littéraire («Політичний, економічний і літературний оглядач»). Молоді журналісти «Комба» Роже Стефан і Клод Бурде хотіли створити тижневик, який не буде прагнути до величезних накладів, йдучи на поводу у поганих смаків, але який буде корисним тим, хто хоче бути дійсно інформованим про всю французьку та міжнародну політику, економіку, а також про мистецтво й літературу. Оскільки журнал не хотів зв'язувати себе з якоюсь партією, з державними структурами й капіталістичними магнатами, хотів існувати тільки за підтримки читачів.
Перший номер вийшов 20-тисячним тиражем на 24 сторінках в одну чверть газетної шпальти. Це був незвичайний формат для французької преси. Строге оформлення, без єдиної ілюстрації, навіть у творців журналу не було великої надії на те, що він проіснує більше декількох місяців. Центральною темою публікацій «Оглядача» відразу ж стала теорія нейтралізму. Позиція нейтралізму привертала дедалі більше читачів, кількість передплатників збільшилася.
Восени 1951 року журнал поліпшив своє оформлення, збільшив шрифти, заголовки, щоб «привернути увагу тих, хто ще не знає журнал». У 1953 році журнал був перейменований в l'Observateur au jour d'hui, у 1954-му — у France Observateur. На сторінках журналу розгорталися запеклі дискусії на важливі суспільні теми, як-от тортури в Алжирі, необхідність деколонізації африканського континенту та інші. Наклад журналу в той період досяг позначки в 100 000 примірників. Однак у 1964 році France Observateur переживає великі фінансові труднощі та закривається.
У 1974 році наклад Le Nouvel Observateur досяг 400 000 примірників. Причиною такого успіху насамперед стала його здатність вловлювати дух свого часу. Le Nouvel Observateur тоді був представником еволюції, моралі та відкривав для французької громадськості соціокультурні напрямки, що були закриті багато років.
З 1981 року наклади починають різко падати. У 1984 році, після фінансових труднощів, Клод Пердріель збільшує капітал Le Nouvel Observateur і стає мажоритарним акціонером. Журналісти Клод Вейль, Олів'є Перетьє, Жан-Поль Марі та інші активно редагують концепції журналу. Відновлюється ідея журналу новин, яка вже давно обговорювалася у редакції. У вересні 1993 року був запущений телеканал TéléCinéObs, на чолі з Річардом Каннаво, у Парижі, який став національним в січні 1994 року. У 1995 році Le Nouvel Observateur став першим французьким журналом новин після L'Express. У 1999 році був запущений сайт журналу nouvelobs.com. У 2003 році LeNouvelObservateur випускає регіональний додаток під назвою ParisObs, який очолив редактор Гільєрмо Малорі.
Новий статут журналу, прийнятий у червні 2004 року, незадовго до 40-річчя видання, визначає його як культурно-політичний тижневик, політична орієнтація якого відноситься до широкого соціал-демократичному руху, об'єднуючи прагнення до свободи та соціальної справедливості.
У вересні 2007 року Le Nouvel Observateur запускає сайт BibliObs.com, присвячений літературним новинам. Наприкінці 2013 року після великих фінансових втрат (9,8 млн євро на рік), газета шукає покупця, і у 2014 році, процес прискорюється: у січні бізнесмени Ксавьє Ніл, П'єр Берже і Матьє Пігасс, власники LeMonde, купили 65 % акцій Le Nouvel Observateur за 13,4 млн євро. 5 червня орган із питань конкуренції затверджує придбання Le Nouvel Observateur тріо інвесторів Берже — Ніл — Пігасс, і укладання угоди, про яку було оголошено в січні. Після цього була затверджена нова редакційна формула, а 23 жовтня 2014 року Le Nouvel Observateur була перейменована в L'Obs.

## Рубрики
- Rubrique «Politique» — «Політика»
- Rubrique «Monde» — «Світ»
- Rubrique «Notre époque» — «Наш Час»
- Rubrique «Économie» — «Економіка»
- Rubrique «Lettres-arts-spectacles» — «Листи-арт-шоу»

## Додатки
TéleObs — це додаток до основної публікації, тут містяться статті про ТБ і кіно. Видавався раз у два тижні до жовтня 2014 року, потім він став виходити щотижня.
Challenges — міжнародний бізнес-журнал, який Le Nouvel Observateur розпочав видавати у 1982 році. Видається раз у два тижні, він містить інформацію про компанії та їх менеджерів рівня CEO по всьому світу.

## Цікаві факти
Тижневик засудив тортури в Алжирі. У 1955 р. К. Бурді виступив проти відправлення військового контингенту в Алжир, номер журналу з публікацією цього призову був конфіскований. Між вереснем 1955 р. і травнем 1958 р. «Франс-Обсерватер» був конфіскований 7 разів. Гострі публікації проти колоніальних воєн, а також неприйняття голлізму привертали дедалі більше читачів, і в 1958 р. розповсюдження тижневика зросла до 70 тис. прим.
Дружина експрезидента Франції, співачка і колишня супермодель Карла Бруні-Саркозі порівняла «Нувель Обсерватер» із пресою періоду нацистської окупації, коли французькі газети труїли євреїв. Приводом для такої заяви Бруні стала стаття на сайті Le Nouvel Observateur, у якій повідомлялося без посилання на якісь джерела, що за кілька днів до весілля з Бруні Ніколя Саркозі нібито послав своїй попередній дружині Сесілії SMS «Якщо ти повернешся, я усе скасую». Ці слова викликали обурення редакції Le Nouvel Observateur. Головний редактор Мішель Лабре назвав застосоване Бруні порівняння «маячним, неймовірним, зайво патетичним і відверто ідіотським». Однак після того, як Карла Бруні попросила вибачення, заявивши, що не мала наміру нікого образити, директор Le Nouvel Observateur і один із його засновників Жан Даніель в офіційній редакційній статті визнав, що видання допустило помилку, опублікувавши матеріал про SMS. За його словами, публікація цього матеріалу йде в розріз з етичними правилами видання.

## Дирекція
- Президент і генеральний директор: Claude Perdriel
- Голови правління: Matthieu Croissandeau et Jacqueline Volle
- Директор публікації: Matthieu Croissandeau
- Директор асоціації: Jacqueline Volle